# Wolf Friedrich von Kleist-Retzow
Wolf Friedrich Erdmann Ferdinand Graf von Kleist-Retzow (* 6. Oktober 1868 in Groß-Tychow; † 8. Juli  1933 ebenda) war ein deutscher Großgrundbesitzer und Landrat.

## Leben
Wolf Friedrich von Kleist-Retzow studierte Rechtswissenschaften und Kameralia an der Georg-August-Universität Göttingen. 1888 wurde er Mitglied des Corps Saxonia Göttingen. Nach dem Studium absolvierte er das Regierungsreferendariat bei der Regierung Köslin. Von 1898 bis 1911 war er Landrat des Landkreises Belgard. 1911 nahm er Abschied aus dem Staatsdienst. Er war von 1901 bis 1930 Mitglied des Pommerschen Provinziallandtags, seit der 1921 eingeführten Wahl über Parteilisten für die DNVP.
Von Kleist-Retzow war Besitzer der Fideikommisse Groß-Tychow (3235 Hektar), Alt Buckow (1289 Hektar) und Möthlow (846 Hektar). Er war Erbküchenmeister im Herzogtum Hinterpommern, Rechtsritter des Johanniterordens und Reserveoffizier im 2. Pommerschen Ulanen-Regiment Nr. 9. Am Ersten Weltkrieg nahm er als Rittmeister der Reserve teil, zuletzt bei der Zivilverwaltung in Rumänien. Er war mit Maria Louise von Wrochem verheiratet.

## Auszeichnungen
- Erhebung in den preußischen Grafenstand, 1913
- Roter Adlerorden 4. Klasse, 1911[4]